# Lê Đông Phong
Lê Đông Phong (sinh năm 1960) là Trung tướng Công an nhân dân Việt Nam. Ông nguyên là Giám đốc Công an Thành phố Hồ Chí Minh (2015-2020), nguyên Đại biểu Quốc hội Việt Nam khóa XIII.

## Xuất thân và giáo dục
Lê Đông Phong sinh ngày 15 tháng 10 năm 1960 tại huyện Đức Hòa, tỉnh Long An, gia nhập lực lượng Công an nhân dân từ năm 1978, từng trải qua nhiều chức vụ như Phó Chánh văn phòng (nay là phòng tham mưu), Phó trưởng Phòng cảnh sát điều tra, Trưởng phòng an ninh điều tra, Phó Giám đốc Công an Thành phố Hồ Chí Minh.
Lê Đông Phong tốt nghiệp Thạc sĩ Luật, Cử nhân khoá D10 Học viện An ninh nhân dân, Cử nhân Anh văn, Đại học Kinh tế, Cao cấp lý luận chính trị.

## Sự nghiệp
Từ tháng 9 năm 1978 đến tháng 8 năm 1983, Lê Đông Phong là học viên khoá D10 trường Đại học An ninh nhân dân (nay là Học viện An ninh nhân dân) - Hà Nội;
Từ tháng 9 năm 1983 đến tháng 10 năm 1992, Lê Đông Phong công tác tại Công an tỉnh Long An, lần lượt giữ các chức vụ: Đội trưởng đội trinh sát Phòng Bảo vệ Chính trị II, Đội trưởng đội tổng hợp Phòng Tham mưu An ninh, Phó trưởng Phòng Tham mưu An ninh, Phó trưởng phòng Tham mưu tổng hợp. Ông được kết nạp vào Đảng Cộng sản Việt Nam ngày 14 tháng 6 năm 1984;
Từ tháng 11 năm 1992 đến tháng 10 năm 2003, Lê Đông Phong công tác tại Công an Thành phố Hồ Chí Minh, lần lượt giữ các chức vụ: Trợ lý Giám đốc Công an thành phố, Phó Trưởng phòng Cảnh sát Điều tra, Phó Thủ trưởng Cơ quan Cảnh sát Điều tra, Phó Chánh Văn phòng Công an thành phố, Phó Trưởng phòng, Trưởng phòng An ninh điều tra, Phó Thủ trưởng Cơ quan An ninh Điều tra;
Từ tháng 11 năm 2003 đến tháng 9 năm 2015, Lê Đông Phong là Phó Bí thư Đảng ủy, Phó Giám đốc Công an Thành phố Hồ Chí Minh. Tháng 10 năm 2010, là Ủy viên Ban Chấp hành Đảng bộ thành phố nhiệm kỳ IX (2010 - 2015).
Lê Đông Phong được bổ nhiệm làm Giám đốc Công an Thành phố Hồ Chí Minh từ tháng 9 năm 2015, thay thế Trung tướng Nguyễn Chí Thành chờ về hưu.
Lê Đông Phong là Ủy viên Ban Thường vụ Thành ủy, Bí thư Đảng ủy Đảng Cộng sản Việt Nam Công an Thành phố Hồ Chí Minh nhiệm kỳ 2015 - 2020.
Ngày 9 tháng 1 năm 2016, Lê Đông Phong được phong hàm Trung tướng Công an nhân dân Việt Nam.
Ngày 26 tháng 6 năm 2020, ông thôi giữ chức Giám đốc Công an Thành phố Hồ Chí Minh, kế nhiệm ông là Thiếu tướng Lê Hồng Nam, Giám đốc Công an tỉnh Long An.

## Lịch sử thụ phong quân hàm
| Năm thụ phong | –      | 2011        | 2016        |
| ------------- | ------ | ----------- | ----------- |
| Quân hàm      |        |             |             |
| Cấp bậc       | Đại tá | Thiếu tướng | Trung tướng |

## Một số hình ảnh liên quan

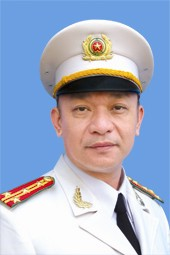
Trung tướng Lê Đông Phong lúc còn mang hàm Đại tá